# 드라마 30
드라마 30(일본어: ドラマ30 ドラマサーティ[*])는 TBS 텔레비전 계열에서 매주 월 - 금요일의 드라마이다.

## 작품 소개
- 《생명의 현장에서》
- 《어느 날, 갑자기...》
- 《생명의 여로》
- 《생명을 찾아》
- 《생명 떠받 치고》
- 《생명의 현장에서 II》
- 《혼인 관계》
- 《노노야마가의 사람들》
- 《생명 어디로》
- 《노노야마가의 사람들 RETURN》
- 《생명의 현장에서 III》
- 《사랑의 산부인과》
- 《이제 어른 이니까!》
- 《생명 잡고》
- 《생명의 현장에서 4》
- 《내일은 맑을》
- 《생명 불타》
- 《휠체어의 금메달》
- 《생명의 현장에서 5》
- 《유령 마마》
- 《표층 가족》
- 《생명 걸고》
- 《아 고부》
  - 목표는 일주일
  - 바바가 간다!
  - 고부도 타생의 인연
  - 시어머니의 임신
  - 시어머니 두사람 며느리 두사람
  - 악마는 어느 쪽이다!?
  - 이상한 두사람
  - 신부의 반란
  - 고부 "초"명탐정
- 《생명의 현장에서 6》
- 《가시 보상》
- 《이혼 계획~언젠가 사랑하는 당신에게~》
- 《이상한 이야기》
  - 컨트리로드
  - 세개의 소원
  - 고스트 티처
  - 남쪽섬의 전설
- 《디어 고스트》
- 《너의 채》
- 《생명의 현장에서 7》
- 《혼자 잖아》
- 《퓨어 러브》
- 《여주인 도스코이!》
- 《도레미소라》
- 《퓨어 러브II》
- 《쇼콜라》
- 《퓨어 러브III》
- 《벚꽃 피는까지》
- 《신·생명의 현장에서》
- 《무지개 저편》
- 《메모리 오브 러브》
- 《약·속》
- 《디자이너》
- 《목욕탕의 딸!?》
- 《신·생명의 현장에서2》
- 《어린애라서~리턴 키즈~》
- 《가족 좋은》
- 《가족 젠자이》
- 《난류》
- 《오·만세!》
- 《교토에 부흥 용이성!》
- 《나츠코이》